# Hercules Robinson, 1. Baron Rosmead

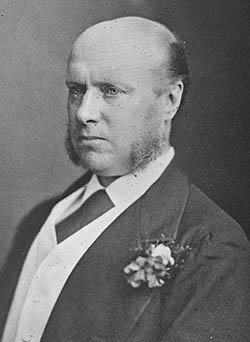
Hercules Robinson, 1. Baron Rosmead

Hercules George Robert Robinson, 1. Baron Rosmead GCMG, Kt, PC, (* 19. Dezember 1824 im Rosmead House, County Westmeath, Irland; † 28. Oktober 1897 in London, England) war Vizegouverneur der britischen Kolonien Saint Christopher sowie Gouverneur von Hongkong, Ceylon, New South Wales, Fidschi, Neuseeland und Kapkolonie.

## Leben
Hercules George Robinson wurde als zweiter Sohn von Admiral Hercules Robinson (1789–1864), of Rosmead, und seiner Frau Frances Elizabeth Wood auf dem Familiensitz Rosmead House, 22 km nordöstlich von Mullingar im County Westmeath, geboren.
Er absolvierte eine Kadettenausbildung an der Militärakademie Sandhurst und wurde anschließend im Januar 1843 als Ensign des 87th (Royal Irish Fusiliers) Regiment of Foot in die British Army übernommen. Im September 1844 erwarb er eine Beförderung zum Lieutenant. Der Zwangsverkauf des Familienbesitzes führte dazu, dass er im März 1846 die Armee verließ und bis 1849 unter den Public Works Commissioners for Irland (Bevollmächtigte für öffentliche Aufgaben in Irland) die Hilfe für die Opfer der Großen Hungersnot in Irland mit organisierte und überwachte. Ebenfalls im Jahr 1846 heiratete er Hon. Nea Arthur Ada Rose d’Amour Annesley († 1904), eine Tochter des Arthur Annesley, 10. Viscount Valentia. Aus der Ehe gingen drei Töchter und ein Sohn hervor.
Bevor er 1854 seine Auslandskarriere mit dem Einstieg ins Präsidentenamt in der britischen Kolonie und Insel Montserrat in der Karibik startete, wurde er von 1852 an für zwei Jahre zum Chefbevollmächtigten für den irischen Markt berufen.

## Karriere als Gouverneur
Als er 1855 zum Vizegouverneur von Saint Christopher in der Karibik bestellt wurde, begann seine Karriere als Gouverneur, die er am 9. September 1859 mit dem Amtsantritt als Gouverneur in Hongkong fortsetzte. In seine Amtszeit fällt die Annektierung von Kowloon und 1863 war er zusätzlich noch Mitglied in der Kommission, die sich um die Finanzfragen des Straits Settlements kümmerte.
Von 1865 bis 1872 wechselte er als Gouverneur nach Ceylon, wo er das Telegrafen- und Eisenbahnwesen organisierte und übernahm mit der Ankunft in Sydney am 3. Juni 1872 den Gouverneursposten in New South Wales, den er bis zum 19. März 1879 innehatte. Die politische Instabilität mit vier Regierungen und vier Auflösungen des Parlamentes und der damit verbundenen Unzufriedenheit in der Öffentlichkeit, wusste Robinson für sich zu nutzen und spielte eine wichtige Rolle bei Stabilisierung und der Entwicklung der Kolonie. Aber trotz seiner Erfolge und Beliebtheit hatte er für die Kolonie und die Menschen eine gewisse Verachtung, war er doch nicht gewöhnt, eine semi-unabhängige Kolonie mit demokratischen Strukturen zu führen.
Im September 1874 wurde Robinson im Auftrag des Colonial Office und mit der Vollmacht der britischen Krone nach Fidschi gesandt um über die Abtretung der Fidschi-Inseln mit den dreizehn Clan-Chefs zu verhandeln. Am 10. Oktober 1874 wurde der Vertrag unterzeichnet und Robinson zum Aufbau einer Regierung und Verwaltung als Gouverneur von Fidschi eingesetzt, bis er im Juni 1875 durch Arthur Hamilton Gordon abgelöst werden konnte und nach New South Wales zurückkehrte.
1877 startete mit einer Regierungskrise, die im Herbst 1878 zur Lähmung von Parlament und Regierung führte, wie er selbst dem Colonial Office berichtete. Über eine geschickte Strategie brachte er die Kontrahenten Henry Parkes und John Robertson dazu, eine Koalition einzugehen, welche zu einer der stabilsten Regierungen seiner Zeit führte.
Am 14. April 1879 trat Robinson in Wellington sein Amt als Gouverneur von Neuseeland an. Kahl und rundlich werdend machte er sich als begabter Redner mit großem Interesse an Pferderennen und Cricket in Neuseeland beliebt. Auch blieb seine Fähigkeit mit George Edward Grey umzugehen, der selbst ehemals Gouverneur von Neuseeland gewesen war und gerade im Begriff war als Premierminister zu scheitern, positiv den Menschen in Erinnerung. War doch sein Vorgänger George Phipps, 2. Marquess of Normanby fast fünf Jahre lang in politischer Konfrontation und persönlicher gegenseitiger Abneigung mit Grey beschäftigt gewesen. Robinson ließ Grey mit seinen Machtspielen auflaufen und löste die Regierung zu einem Zeitpunkt auf, an dem für ihn klar war, dass Grey keine politischen Mehrheiten mehr hatte. Am 8. Oktober 1879 wurde John Hall Premierminister und das Colonial Office Robinson dankbar, den eigensinnigen Machtpolitiker Grey aus der Regierungsverantwortung bekommen zu haben.
Robinson selbst blieb bis zum 8. September 1880 Gouverneur in Neuseeland, um anschließend Gouverneur der Kapkolonie und britischer Hochkommissar von Südafrika zu werden. Er war dies von 1881 bis 1889. In Südafrika wurde er mit dem komplizierten Konflikt zwischen Buren, Briten und afrikanischen Ureinwohnern konfrontiert und zeigte in den Friedensverhandlungen (London Convention) nach dem Ersten Burenkrieg (1880–1881) einen bei ihm selten gesehenen Takt und Weisheit. Auch verhandelte er im Konflikt um Betschuanaland, welches 1895 von den Briten annektiert wurde. Seine Pensionierung wurde zweimal verschoben und erfolgte am 1. Mai 1889, dem Tag, an dem er die Kapkolonie verließ. In London angekommen, übernahm er den Sitz als Direktor in der London and Westminster Bank.
1895 rief man ihn allerdings zur Kapkolonie zurück, um im Jameson-Aufstand zu verhandeln, einen Krieg zu verhindern und die Aufständischen aus dem Gefängnis frei zu bekommen, was im Juni 1896 geschah. Für seine Verdienste wurde er am 11. August 1896 zum Baron erhoben, womit auch ein Sitz im britischen House of Lords verbunden war.
Durch Krankheit geschwächt, kam er am 23. April 1897 zurück nach London und verstarb dort am 28. Oktober 1897. Seine erblichen Adelstitel gingen an seinen Sohn Hercules Arthur Temple Robinson (1866–1933) über.

## Adelswürden und Auszeichnungen
- 1859 wurde er als Knight Bachelor in den persönlichen Adelsstand erhoben und führte fortan das Prädikat Sir.[8]
- 1869 wurde er als Knight Commander in den Order of St. Michael and St. George aufgenommen.[9]
- 1875 wurde er im Order of St. Michael and St. George zum Knight Grand Cross erhoben, für seine Verhandlungen um die Abtretung der Fidschi-Inseln von König Thakombau (1815–1883).[10]
- 1891 wurde er mit dem erblichen Adelstitel Baronet, of Ennismore Gardens, in the Parish of St. Margaret, Westminster, in the County of London, gewürdigt.[11]
- 1896 wurde er mit dem erblichen Titel Baron Rosmead, of Rosmead in the County of Westmeath and of Tafelberg in South Africa, zum Peer erhoben.[12]